# 켄터키주도 제77호선
켄터키주도 제77호선(Kentucky Route 77, KY 77)은 켄터키주의 슬레이드에서 메니피군까지 이어주는 주도로, 총 연장은 14.221마일이다. 기점인 슬레이드에서는 켄터키주도 제11호선, 켄터키주도 제15호선과 접촉하고 있으며, 종점인 프렌치버그에서는 국도 제460호선과도 접촉하고 있다.

## 주요 경유지
- 파월군
- 메니피군

## 통과하는 도로
국도
- 국도 제460호선

주도
- 켄터키주도 제11호선
- 켄터키주도 제15호선
- 켄터키주도 제715호선